# Baillif
Baillif är en kommun i det franska utomeuropeiska departementet Guadeloupe i Västindien. År 2022 hade kommunen 4 949 invånare.

## Befolkningsutveckling
Antalet invånare i kommunen Baillif
| Referens: INSEE |